# 明尼奧拉 (堪薩斯州)
明尼奧拉（英語：Minneola）是一個位於美國堪薩斯州克拉克縣的城市。

## 地方資料
根據2020年美國人口普查的數據，明尼奧拉的面積為1.19平方千米，當中陸地面積為1.19平方千米，而水域面積為0.00平方千米。當地共有人口738人，而人口密度為每平方千米620.17人。